# Synplasta
Synplasta is een muggengeslacht uit de familie van de paddenstoelmuggen (Mycetophilidae).

## Soorten
- S. bayardi (Matile, 1971)
- S. ducta (Dziedzicki, 1910)
- S. dulcia (Dziedzicki, 1910)
- S. exclusa (Dziedzicki, 1910)
- S. excogitata (Dziedzicki, 1910)
- S. gracilis Winnertz, 1863
- S. ingeniosa (Kidd, 1969)
- S. karelica Zaitzev, 1993
- S. praeformida (Dziedzicki, 1910)
- S. pseudingeniosa Zaitzev, 1993
- S. rufilatera (Edwards, 1941)
- S. sintenisi (Lackschewitz, 1937)
- S. venosa (Dziedzicki, 1910)